# Nati nel 1644
| Questa pagina contiene informazioni ricavate automaticamente dalle voci biografiche con l'ausilio del template Bio e di un bot. L'aggiornamento è periodico e automatico e ricostruisce completamente la pagina. Se manca una persona in questa lista, sei pregato di non aggiungerla, ma accertati piuttosto che la sua voce biografica contenga il template Bio e che i dati anagrafici siano correttamente compilati. Se il template Bio manca, inseriscilo tu stesso o, in alternativa, metti l'avviso {{tmp\|Bio}} che ne segnala la mancanza. Se i dati riportati sono sbagliati, correggi direttamente la voce biografica; le modifiche saranno visibili in questa lista entro pochi giorni. Per chiarimenti vedi il progetto biografie. La lista contiene solo le 91 persone che sono citate nell'enciclopedia e per le quali è stato implementato correttamente il template Bio. Pagina aggiornata al 10 ago 2025. |

## Gennaio(6)
- 5 gennaio - Giuseppe Mazzuoli, scultore italiano († 1725)
- 5 gennaio - Jean-François Salgues de Valdéries de Lescure, vescovo cattolico francese († 1723)
- 10 gennaio - Louis François de Boufflers, generale francese († 1711)
- 10 gennaio - Celestino Sfondrati, cardinale, vescovo cattolico e teologo italiano († 1696)
- 20 gennaio - Jan Andrea Lievens, pittore e disegnatore olandese († 1680)
- 25 gennaio - Antoine Thomas, gesuita e missionario belga († 1709)

## Febbraio(4)
- 2 febbraio - Henri Louis Ernest di Ligne, nobile spagnolo († 1702)
- 12 febbraio - Jakob Ammann, vescovo svizzero
- 24 febbraio - Maria Elisabeth Lämmerhirt, tedesca († 1694)
- 25 febbraio - Erdmute Sofia di Sassonia, principessa († 1670)

## Marzo(6)
- 1º marzo - Simon Foucher, filosofo e abate francese († 1696)
- 9 marzo - Cristina Federica di Württemberg, nobile († 1674)
- 16 marzo - Melchior Friedrich von Schönborn-Buchheim, nobile e politico tedesco († 1717)
- 22 marzo - Otto Mencke, filosofo e matematico tedesco († 1707)
- 25 marzo - Heinrich von Cocceji, giurista tedesco († 1719)
- 30 marzo - Johann Christoph von Naumann, ingegnere, architetto e militare tedesco († 1742)

## Aprile(4)
- 6 aprile - António Luís de Sousa, generale portoghese († 1721)
- 7 aprile - François de Neufville de Villeroy, generale francese († 1730)
- 9 aprile - Marquard Rudolf von Rodt, vescovo cattolico tedesco († 1704)
- 11 aprile - Maria Giovanna Battista di Savoia-Nemours, nobildonna († 1724)

## Maggio(6)
- 1º maggio - Marcos de Ostos, arcivescovo cattolico spagnolo († 1695)
- 8 maggio - Ippolita Maria di Monaco, religiosa monegasca († 1722)
- 14 maggio - Marquard Sebastian Schenk von Stauffenberg, vescovo cattolico tedesco († 1693)
- 22 maggio - Gabriel de Grupello, scultore fiammingo († 1730)
- 26 maggio - Michael Ettmüller, medico tedesco († 1683)
- 28 maggio - Antonio de Monforte, matematico e astronomo italiano († 1717)

## Giugno(2)
- 16 giugno - Enrichetta d'Inghilterra, nobile britannica († 1670)
- 28 giugno - Nicolas Bernier, compositore, clavicembalista e teorico della musica francese († 1734)

## Luglio(5)
- 2 luglio - Abraham a Sancta Clara, predicatore e scrittore austriaco († 1709)
- 4 luglio - Josceline Percy, XI conte di Northumberland, conte britannico († 1670)
- 5 luglio - Savio Mellini, cardinale italiano († 1701)
- 11 luglio - Antonio Grassi, vescovo cattolico italiano († 1715)
- 21 luglio - Domenico Bettini, pittore italiano († 1705)

## Agosto(8)
- 6 agosto - Cristiano Ernesto di Brandeburgo-Bayreuth, nobile tedesco († 1712)
- 6 agosto - Louise de La Vallière, francese († 1710)
- 7 agosto - Daniel Mijtens II, pittore e disegnatore olandese († 1688)
- 8 agosto - Friedrich Christian von Plettenberg, vescovo cattolico tedesco († 1706)
- 11 agosto - Anne-Marie Martel, religiosa francese († 1673)
- 12 agosto - Heinrich Ignaz Franz Biber, compositore e violinista austriaco († 1704)
- 13 agosto - Giovanni Sigifredo di Eggenberg, nobile boemo († 1713)
- 17 agosto - Luigi Caroelli, giurista e avvocato italiano († 1720)

## Settembre(3)
- 3 settembre - Lodovico Adimari, poeta italiano († 1708)
- 6 settembre - Juan Cabanilles, organista e compositore spagnolo († 1712)
- 25 settembre - Ole Rømer, astronomo danese († 1710)

## Ottobre(7)
- 3 ottobre - Adriaen Frans Boudewijns, pittore, incisore e disegnatore fiammingo († 1719)
- 5 ottobre - Diego Vicencio de Vidania, presbitero, giurista e storico spagnolo († 1732)
- 13 ottobre - Sipihr Shikoh, principe indiano († 1708)
- 14 ottobre - William Penn, politico e teologo britannico († 1718)
- 26 ottobre - Mattias Steuchius, arcivescovo luterano svedese († 1730)
- 28 ottobre - Franz Ferdinand von Rummel, vescovo cattolico austriaco († 1716)
- 30 ottobre - Ferdinando Moncada Aragona, nobile, politico e militare italiano († 1713)

## Novembre(2)
- 3 novembre - Pietro Gaddi, vescovo cattolico italiano († 1710)
- 25 novembre - Francisco Martín Fernández de Posadas, presbitero spagnolo († 1713)

## Dicembre(6)
- 5 dicembre - Claudio II Gonzaga, nobile italiano († 1708)
- 8 dicembre - Maria d'Este, duchessa italiana († 1684)
- 9 dicembre - Robert Kirk, presbitero scozzese († 1692)
- 23 dicembre - Tomás de Torrejón y Velasco Sánchez, compositore, musicista e organista spagnolo († 1728)
- 25 dicembre - Johann Jacob Zimmermann, teologo, astronomo e scrittore tedesco († 1693)
- 29 dicembre - Philips van Almonde, ammiraglio olandese († 1711)

## Senza giorno specificato(32)
- Tranquillo d'Orléans, religioso francese († 1709)
- Ignazio Albertini, compositore italiano († 1685)
- Étienne Allegrain, pittore francese († 1736)
- Amcazade Köprülü Hüseyin Pascià, politico e militare ottomano († 1702)
- Nicholas Bayard, ufficiale e politico olandese († 1707)
- Abdul-Qādir Bēdil, poeta persiano († 1720)
- Manuel Bernardes, religioso portoghese († 1710)
- Edward Brown, viaggiatore britannico († 1708)
- Cornelia Calegari, compositrice, organista e cantante italiana († 1662)
- Girolamo De Mari, doge italiano († 1702)
- Jacob Denys, pittore fiammingo († 1708)
- Michele Fabris, scultore ungherese († 1684)
- Tommaso Giusti, pittore e architetto italiano († 1729)
- Sebestyén Hann, orafo ungherese († 1713)
- Václav Karel Holan Rovenský, compositore e organista ceco († 1718)
- Francisco Ibáñez de Peralta, generale spagnolo († 1712)
- Jean Jouvenet, pittore francese († 1717)
- Bartolomeo Girolamo Laurenti, compositore e violinista italiano († 1726)
- François Lespingola, scultore francese († 1705)
- Matsuo Bashō, poeta giapponese († 1694)
- Francesco Onofrio Odierna, vescovo cattolico italiano († 1736)
- Elisabetta Piccini, incisore e religiosa italiana († 1734)
- William Rittenhouse, imprenditore tedesco († 1708)
- Marcello Severoli, antiquario e religioso italiano († 1707)
- Giuseppe Maria Solaro della Margherita, generale e scrittore italiano († 1719)
- Abraham Storck, pittore e incisore olandese († 1700)
- Henriette Sélincart, modella francese († 1680)
- Elia Vannini, religioso e compositore italiano († 1709)
- Simon Verelst, pittore fiammingo († 1710)
- Gijsbert Verhoek, pittore olandese († 1690)
- Nikita Zotov, russo († 1717)
- Gatien de Courtilz de Sandras, scrittore francese († 1712)